# 巨泡五趾跳鼠
巨泡五趾跳鼠（学名：Allactaga bullata）为跳鼠科五趾跳鼠属的动物。在中国大陆，分布于甘肃、新疆、内蒙古、宁夏等地，主要生活于荒漠草原或砾漠。该物种的模式产地在蒙古查干诺尔。

## 亚种
- 巨泡五趾跳鼠巴里坤亚种（学名：Allactaga bullata balikunica），Haia et Fang于1964年命名。在中国大陆，分布于新疆（天山与北塔山之间）等地。该物种的模式产地在新疆巴里坤。[2]
- 巨泡五趾跳鼠指名亚种（学名：Allactaga bullata bullata），G. Allen于1925年命名。在中国大陆，分布于甘肃、新疆、内蒙古、宁夏等地。该物种的模式产地在蒙古查干诺尔。[3]